# 박상도
박상도(1967년 5월 9일 ~ )는 대한민국의 SBS 아나운서이다.

## 학력
- 샌프란시스코주립대학교대학원 석사 (85학번)

## 경력
- 1993년: SBS 아나운서 공채 입사
- SBS 아나운서팀 차장
- 자유칼럼그룹
- 2020년 11월 30일 ~ 2023년 11월 30일 SBS 아나운서팀장
- 2023년 12월 1일 ~ SBS 아나운서팀장급 아나운서

## 진행 프로그램

### TV
- SBS TV : 《알뜰살림 퀴즈》 진행 (1994년 ~ 1995년)
- SBS TV : 《현장출동850》진행 (1997년 10월 27일 ~ 1998년 1월 29일)
- SBS TV : 《스포츠 와이드》 진행 (1999년 3월 1일 ~ 2006년 11월 3일)
- SBS TV : 평일 《모닝와이드 3부》 진행 (2004년 3월 1일 ~ 2007년 6월 15일)
- SBS TV: 《아이디어 하우머치》 진행 (2010년 3월 11일 ~ 2011년 1월 6일)
- SBS TV: 토요일 《모닝와이드 3부》 진행 (2002년 11월 2일 ~ 2004년 2월 28일, 2011년 3월 26일 ~ 2015년 12월 5일)
- SBS TV: 《SBS 뉴스토리》 나레이션 (2014년 7월 8일 ~ 2015년 12월 1일)
- SBS TV: 일요일 《SBS 뉴스 (600)》 진행 (2015년 ~ 2016년)
- SBS TV: 《SBS 뉴스퍼레이드》 진행 (2016년 8월 1일 ~ 2016년 12월 30일)
- SBS TV: 《SBS 12 뉴스》 진행 (2017년 1월 2일 ~ 2020년 12월 11일)
- SBS TV: 《열린 TV 시청자 세상》 진행 (2023년 3월 9일 ~ 현재)
- SBS TV: 《SBS 나이트라인》 임시진행 (2024년 12월 31일, 2025년 3월 25일 ~ 2025년 3월 28일)

### 라디오
- SBS 러브FM: 《SBS 정오종합뉴스》 (2015년 10월 5일 ~ 2016년 12월 30일)
- SBS V-Radio: 《한밤의 DMB》

## 참고 사항
- 아나운서 입사 이전에 퀴즈 아카데미 1~2회 출연한 적이 있다.